# Andreas Laurentii Björnram
Andreas Laurentii Björnram (Bothniensis Bureus), död den 1 januari 1591, var en svensk ärkebiskop 1583–1591.
Andreas Laurentii Björnram var son till hövitsmannen, ståthållaren och underlagmannen Lars Olofsson (kallad Björnram i äldre litteratur) och Anna Andersdotter Grubb av Bureätten. Andreas Laurentii kallade sig själv omväxlande Björnram och Bothniensis Bureus.
Efter studier i Rostock blev han kyrkoherde i Umeå landsförsamling 1561 och i Gefle församling 1570. Han sympatiserade med Johan III:s liturgiska planer – han lär ha varit den förste präst som mässade efter "röda boken" – och utnämndes till biskop i Växjö 1577. Någon större entusiasm för den nya ordningen visade han emellertid inte. Att den överhuvudtaget antogs av Växjö domkapitel år 1580 berodde på Knut Lillies och Henrik Mattssons insats. Björnram räknades under denna tid t. o. m. av antiliturgisterna till deras parti. 
Emellertid upphöjdes han av kungen på den vakanta ärkebiskopsstolen, som varit vakant sedan 1579. Kort därefter utfärdade han, till antiliturgisternas överraskning och harm, en deklaration beträffande liturgin, där han förklarade att han med gott samvete kunde antaga den, eftersom den inte stred mot "den rena apostoliska tron". Angripen med stor hänsynslöshet av Abraham Angermannus i två anonyma skrifter, svarade han med ett i värdig ton hållet genmäle. l striden för "Nova ordinantia" av 1575 och liturgin var han kungens fastaste stöd. Ändå märks hans ambivalens i ett märkligt visitationsprotokoll av år 1585 där han rekommenderar att "catechismus och then Lutheri uttydhning, som ståår i psalmebooken", ska läsas och förklaras på några återinförda katolska helgdagar (Kristi lekamens fest m. fl.). Björnram dog nyårsdagen 1591 och begravdes i Uppsala domkyrka. 
Han adlades av Johan III under namnet Björnram. Han var gift två gånger, första gången med Anna Mikaelsdotter och andra gången med Margareta Phase, sistnämnda härstammade från Vasaätten. Några av hans barnbarn upptog namnet Grubb efter hans moder, och adlades Stiernfelt eller Grubbe. Dottern Barbro blev stammoder till adelsätten Gyllenållon.